# Homestar Runner
Homestar Runner är en amerikansk serie kortfilmer som är gjorda i flashteknik.

## Ursprung
Homestar Runner skapades sommaren 1996 av Mike Chapman och Craig Zobel, då som en barnbok. De gjorde ett par exemplar och gav till vänner och familj. Sedan dess har Homestar och hans vänner utvecklas massivt. Mike Chapman och Matt Chapman, Mikes lillebror, startade en hemsida år 2000 med några få filmer och spel på. Då visste de inte att sidan en dag skulle bli så stor att de kunde säga upp sig på sina jobb och försörja sig på att sälja T-shirts och DVD:er.

## Figurer
Förutom figuren Homestar Runner, en armlös, sportig, marshmallowhudfärgad, idiot med underbett och talfel, har bröderna Chapman skapat:
- Strong Bad, en elak mexikansk brottare (komplett med wrestlingmask, fast han hävdar att det är hans ansikte) som, för det mesta, kollar sin mejl på fritiden. Bröderna Chapman hade från början tänkt sig att Strong Bad skulle vara Homestars ärkefiende, men den idén skrotades. Strong Bad hatar ändå Homestar, men Homestar tror att han och Strong Bad är bästa vänner. Han är diktator i ett eget land, Strong Badia, vilket består av bröderna Strongs bakgård. Den enda invånaren är ett gammalt däck.
- Pom Pom, en stor, orangegul boll som kommunicerar genom konstiga bubblande ljud som alla verkar förstå. Han har den enda mobiltelefonen och är mycket bra på karate. Han är Homestars bästa vän, men är i princip vän med alla, inklusive Strong Bad. Pom Pom föddes på ön Pom, på vilken han har 27 flickvänner.
- Marzipan, Homestars kvastformade hippieflickvän som även är den enda kvinnliga huvudpersonen i serien. Hon bär alltid med sig sin gitarr, Carol och är allmänt för snäll för sitt eget bästa. Hennes telefonsvarare är överfull av Strong Bads busringningar.
- Coach Z, Homestars coach med talproblem. Han tycker om rapmusik och har skrivit en egen låt, "These peoples try to fade me".
- The Cheat, Strong Bads fluffiga, gepardprickiga, husdjur som pratar genom små pipiga gnällanden. Namnet har han fått eftersom han hjälper Strong Bad att fuska i olika saker.
- King of Town, den inkompetenta och tjocka kungen med en aptit på det mesta, speciellt smör.
- The Poopsmith, kungens inhyrda bajssmed som gräver i spillning utanför kungens slott. Han säger aldrig något på grund av ett tystnadslöfte.
- Strong Sad, Strong Bads runde lillebror som ofta är dyster och läser om vetenskap. Han har en egen blogg och lyssnar på musik såsom David Bowie och The Cure. Han är ständigt trakasserad av sina bröder, speciellt Strong Bad, som till och med försökt sälja hans fötter (som han tror är elefantfötter).
- Strong Mad, Strong Bads starka, arga storebror som vrålar när han pratar. Han har en förhäxad tavla i sin garderob som monstret Rocoulm bor i.
- Bubs, en lurendrejare som äger en säljer-allt-affär och ständigt försöker lura folk på pengar. Men på grund av hans bristande kompetens är det oftast honom man lurar. Enligt honom själv kan han flyga, men hans tyngd gör att han bara kan sväva några centimeter ovanför marken. Därför använder han den sällan.
- Homsar, en högst egendomlig figur som gjorde debut i Strong Bad email när ett fan stavade "Homestar" fel. Han talar i osammanhängande meningar och hans hatt flyger, snurrar runt eller förvandlas när han pratar.
- Senor Cardgage, en gammal man som bott på Strong Bad, Strong Mad och Strong Sads gata sedan de var barn. Varje gång bröderna Strong sett gubben Cardgage har de fått mardrömmar.
- Stinkoman, Strong Bads version av sig själv som i en japansk anime. Talar mycket högt och är besatt av kamp och utmaningar.

## Strong Bad emails
År 2001 började, som sagt, Strong Bad kolla mejl som fans skickat honom på riktigt. Detta gör han fortfarande och Bröderna Chapman, eller bröderna Chaps som de kallar sig, får tusentals mejl i veckan adresserade till Strong Bad. Det har kommit över 150 kortfilmer där Strong Bad svarat på fansens konstiga frågor. Genom dessa mejl har många andra figurer skapats, t.ex. Homsar, en dvärgversion av Homestar som slänger ur sig slumpmässiga fraser och bryter mot gravitationens lagar, skapades eftersom ett fan stavade "Homestar" fel, Trogdor, en drake med en stor, biffig, människoarm som till och med har en egen hårdrockslåt, som Strong Bad ritade på ett fans begäran och Teen Girl Squad, ett gäng tonårstjejer som existerar i en seriestripp Strong Bad skapade på grund av ett fans önskemål mm.

## Teen Girl Squad
Teen Girl Squad är en avsiktligt dåligt ritad serie som skapades när ett fan bad Strong Bad att rita en serie om hennes fyra vänner. Strong Bad skapade fyra stereotypa amerikanska tonårstjejer, Cheerleader, So-and-So, What's-Her-Face och The Ugly One. På grund av Strong Bads bisarrhet så dör samtliga flickor oftast på ett väldigt surrealistiskt sätt. Alla röster är gjorda av Strong Bad som talar i falsett.

## Powered by The Cheat
The Cheat tycker om att animera på fritiden, och har gjort bland annat musikvideor. Även dessa är dåligt ritade, och dubbningen är hemsk, så verkar Strong Bad tycka om dem.

## Datorspel
Personerna bakom Homestar Runner ger ut datorspel med anknytning till filmerna under namnet Videlectrix. Videlectrix har släppt ett antal titlar, bland annat Peasant's Quest, Thy Dungeonman 3: Behold Thy Graphics! och  Where's an Egg?.
Företaget Telltale Games utvecklade ett datorspel baserat på Homestar Runner, Strong Bad's Cool Game for Attractive People som släpptes episodiskt från 2008 till 2009.